# Campionati di pugilato dilettanti dell'Unione europea 2009
I Campionati di pugilato dilettanti dell'Unione europea maschili 2009 si sono tenuti a Odense, Danimarca, dal 14 al 23 giugno 2009. È stata la 7ª edizione della competizione annuale organizzata dall'EUBC.

## Risultati
| Categoria                   | Oro                            | Argento                    | Bronzo                                              |
| --------------------------- | ------------------------------ | -------------------------- | --------------------------------------------------- |
| Pesi minimosca (kg 48)      | Tommy Stubbs Inghilterra       | Jay Harris Galles          | Lukasz Maszczyk Polonia                             |
| Pesi mosca (kg 51)          | Khalid Saeed Yafai Inghilterra | Declan Geraghty Irlanda    | Norbert Kalucza Ungheria Joe Gage Galles            |
| Pesi gallo (kg 54)          | Denis Makarov Germania         | John Joseph Nevin Irlanda  | Andrew Selby Galles Luke Campbell Inghilterra       |
| Pesi piuma (kg 57)          | David Oliver Joyce Irlanda     | Sandro Schaer Germania     | Craig Evans Galles Michal Chudecki Polonia          |
| Pesi leggeri (kg 60)        | Eugen Burhard Germania         | Thomas Stalker Inghilterra | Filip Palic Croazia Eric Donovan Irlanda            |
| Pesi superleggeri (kg 64)   | Bradley Saunders Inghilterra   | Gyula Káté Ungheria        | Philip Sutcliffe Irlanda Lewis Rees Galles          |
| Pesi welter (kg 69)         | Balazs Bacskai Ungheria        | William McLaughlin Irlanda | Orhan Ozturk Paesi Bassi Scott Cardle Inghilterra   |
| Pesi medi (kg 75)           | Darren O'Neill Irlanda         | Stephan Alms Danimarca     | Bogdan Juratoni Romania Konstantin Buga Germania    |
| Pesi mediomassimi (kg 81)   | Imre Szellő Ungheria           | Obed Mbwakongo Inghilterra | Kenneth Egan Irlanda Hrvoje Sep Croazia             |
| Pesi massimi (kg 91)        | Con Sheehan Irlanda            | Juan Oliva Aleman Spagna   | Dominik Milko Slovacchia Warren Baister Inghilterra |
| Pesi supermassimi (kg 91 +) | Erik Pfeifer Germania          | Istvan Bernath Ungheria    | Francesco Rossano Italia Razvan Cojanu Romania      |

## Medagliere
| Posizione | Paese       | Oro | Argento | Bronzo | Totale |
| --------- | ----------- | --- | ------- | ------ | ------ |
| 1         | Irlanda     | 3   | 3       | 3      | 9      |
| 2         | Inghilterra | 3   | 2       | 3      | 8      |
| 3         | Germania    | 3   | 1       | 1      | 5      |
| 4         | Ungheria    | 2   | 2       | 1      | 5      |
| 5         | Galles      | 0   | 1       | 4      | 5      |
| 6         | Spagna      | 0   | 1       | 0      | 1      |
| 6         | Danimarca   | 0   | 1       | 0      | 1      |
| 8         | Croazia     | 0   | 0       | 2      | 2      |
| 8         | Polonia     | 0   | 0       | 2      | 2      |
| 8         | Romania     | 0   | 0       | 2      | 2      |
| 11        | Italia      | 0   | 0       | 1      | 1      |
| 11        | Paesi Bassi | 0   | 0       | 1      | 1      |
| 11        | Slovacchia  | 0   | 0       | 1      | 1      |
|           | Totale      | 11  | 11      | 21     | 43     |